# 41 v. Chr.
Portal Geschichte | Portal Biografien | Aktuelle Ereignisse | Jahreskalender | Tagesartikel

◄ |
2. Jahrhundert v. Chr. |
1. Jahrhundert v. Chr. |
1. Jahrhundert |
►

◄ | 60er v. Chr. | 50er v. Chr. | 40er v. Chr. | 30er v. Chr. |
20er v. Chr. |
►

◄◄ | ◄ | 44 v. Chr. | 43 v. Chr. | 42 v. Chr. | 41 v. Chr. |
40 v. Chr. |
39 v. Chr. |
38 v. Chr. |
► |
►►
Staatsoberhäupter

## Ereignisse

### Politik und Weltgeschehen
- Römisches Reich: Lucius Antonius und Publius Servilius Isauricus sind Konsuln der Römischen Republik.
- Perusinischer Krieg (bis Februar 40 v. Chr.): Octavian bekämpft Marcus Antonius’ Bruder, den Konsul Lucius Antonius und seine Frau Fulvia.

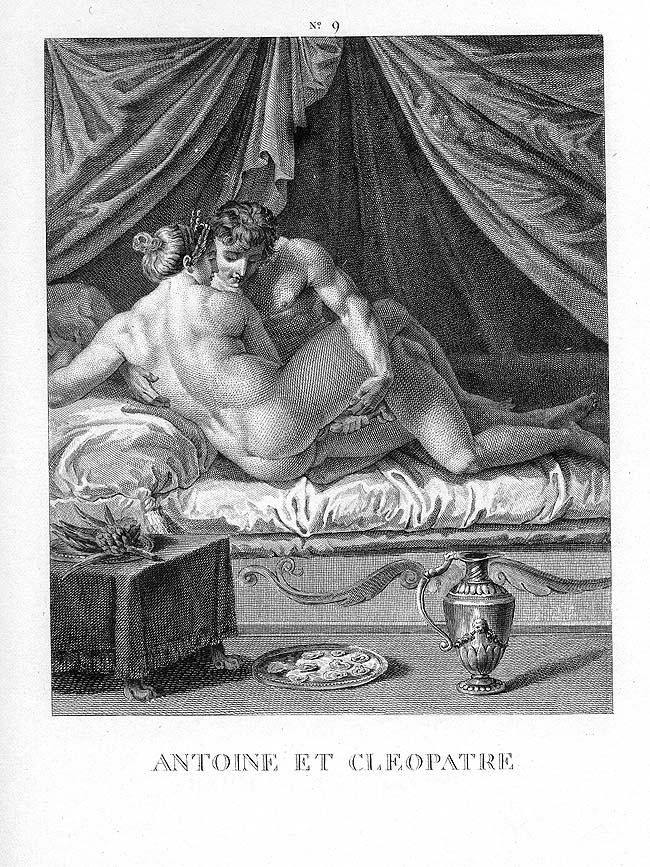
Agostino Carracci: Mark Anton und Cleopatra, Kupferstich um 1580

- Marcus Antonius und Kleopatra VII. haben ihre erste Begegnung.

### Wissenschaft und Kultur
- um 41 v. Chr.: Der römische Historiker Sallust verfasst die Monographie De coniuratione Catilinae (Über die Verschwörung des Catilina). Sallust schildert darin die Verschwörung des Lucius Sergius Catilina, der im Jahr 63 v. Chr. versucht hat, durch einen Staatsstreich die Macht in der Römischen Republik an sich zu reißen, was durch den Konsul Marcus Tullius Cicero vereitelt wurde.

## Geboren
- Gaius Asinius Gallus, römischer Politiker († 33 n. Chr.)

## Gestorben
- Arsinoë IV., ägyptische Königin (* um 67 v. Chr.)
- um 41 v. Chr.: Lucius Marcius Philippus, römischer Politiker (* um 102 v. Chr.)